# Притика (Христинівський район)
Притика — колишнє село в Христинівському районі Черкаської області. Центр сільської ради. Нині частина села Углуватка Уманського району Черкаської області.

## Історія
У ХІХ столітті село входило до Ліщинівської (Верхняцької) волості Уманського повіту Київської губернії. Впродовж ХХ століття перебувало у складі Христинівського району Київської (до 1954 року) та Черкаської (з 1954 року) областей.
У 1958 році ввійшло до складу села Углуватка.